# Oebychen
De Oebychen zijn een verspreide etnische minderheid in Turkije die voorheen ook een eigen taal hadden, het Oebychs. Sinds 1992 wordt deze taal door niemand meer gesproken. 
Tussen de 14e en de 19e eeuw hadden de Oebychen een soort eigen staat, Oebychië. Tot het midden van de 19e eeuw leefden ze ten noordwesten van Abchazië, en waren wellicht een van de allereerste bewoners van de voormalige streek Colchis. In boek 4 van Procopius' De Bello Gothico (Over de Gotische oorlog) worden de vermoedelijke voorzaten van de Oebychen βροῦχοι (Brouchoi) genoemd, een verbastering van het Oebychse woord tʷaχ. De Oebychen leidden een half-nomadisch bestaan, en in hun taal zijn dan ook veel woorden in verband met paarden, paardentuig enz. terug te vinden. Sommige Oebychen hielden zich daarnaast bezig met favomantie en scapulomantie.
Onder het bewind van Alexander II van Rusland werden de Adygeeërs en de Abchazen bijna geheel uitgeroeid en de Abazijnen uit hun oorspronkelijke habitat (de Kaukasus) verdreven. Aan het eind van de Kaukasische oorlog begonnen de Oebychen samen met andere Muhajir op 6 maart 1864 aan een massale uittocht, om zich slechts enkele maanden later definitief in de omgeving van de stad Manyas in het westen van Turkije te vestigen. De ouderlingen binnen het Oebychse volk spoorden de andere Oebychen aan zo veel mogelijk te assimileren met de nieuwe cultuur, teneinde discriminatie te voorkomen. De Oebychen werden in plaats van nomaden boeren, en ook gaven ze gaandeweg hun eigen taal op voor het Turks en enkele andere Noordwest-Kaukasische talen waaronder het Adygees.  
De afstammelingen van de Oebychen leven tegenwoordig verspreid over heel Turkije en Jordanië.